# Каннский кинофестиваль 1990
43-й Каннский кинофестиваль 1990 года, проходивший с 10 по 21 мая в Каннах, Франция.
Фестиваль открылся показом фильм «Сны» Акиры Куросавы и завершился фильмом «Утешение незнакомцев» Пола Шредера.

## Жюри
- Бернардо Бертолуччи (Италия) (председатель)
- Алексей Герман (Россия)
- Анжелика Хьюстон (США)
- Бертран Блие (Франция)
- Кристофер Хэмптон (Великобритания)
- Фанни Ардан (Франция)
- Франсуаза Жиро (Франция)
- Хаяо Сибата (Япония)
- Мира Наир (Индия)
- Свен Нюквист (Швеция)

## Фильмы в конкурсной программе
- Белый охотник, чёрное сердце
- Вопрос чести
- Дикие сердцем
- Допрос
- За завесой секретности
- Королевская шлюха
- Мать
- Новая волна
- Ностальгия по папочке
- Пленница пустыни
- Приди узреть рай
- Родриго Д: Не имеет будущего
- Сирано де Бержерак
- Смертельное жало
- Такси-блюз
- У всех всё в порядке
- Ухо
- Цзюй Доу

## Особый взгляд
- 1871
- В городе Сочи тёмные ночи
- Давний друг
- Замри — умри — воскресни!
- Золото Абрахама
- Иннисфри
- Песнь песней
- Песня изгнания
- Помидор
- Последний паром
- Суматохи
- Тайный скандал
- Турне
- Чёрная роза — эмблема печали, красная роза — эмблема любви
- The Best Hotel on Skid Row
- Hameyu'ad
- Het sacrament
- Le casseur de pierres
- Night Out
- The Space Between the Door and the Floor

## Фильмы вне конкурсной программы
- Голос луны
- Заговор против Гарри
- И свет во тьме светит
- Искусственный рай
- Корчак
- Нет, или Тщетная слава командования
- Плакса
- Русалочка
- Сны
- Утешение незнакомцев

## Награды
- Золотая пальмовая ветвь: Дикие сердцем, реж. Дэвид Линч
- Гран-при:
  - Закон, реж. Идрисса Уэдраого
  - Укус смерти, реж. Кохэй Огури
- Приз за лучшую режиссуру: Павел Лунгин — Такси-блюз
- Приз за лучшую мужскую роль: Жерар Депардьё — Сирано де Бержерак
- Приз за лучшую женскую роль: Кристина Янда — Допрос

## Факты
Показ фильма Глеба Панфилова «Мать» закончился за полночь, но после завершения картины публика наградила пятнадцатиминутными овациями режиссёра фильма и актрису Инну Чурикову, сыгравшую главную роль.